# Lamgabhi
Lamghabi – inkhundla w dystrykcie Manzini w Królestwie Eswatini. Według spisu powszechnego ludności z 2007 r. zamieszkiwało go 11 924 mieszkańców. Inkhundla dzieli się na pięć imiphakatsi:Dudusini, Emhlangeni, Engwenyameni, Kalamghabi, Kaluhleko